# 山本秀明
山本 秀明（やまもと ひであき、1970年4月11日 - ）は、神奈川県出身の野球指導者。兄は元プロ野球選手の山本昌。

## 経歴
日大藤沢高校、社会人野球の三菱自動車川崎でプレー。社会人時代には主力捕手として活躍した。1995年には日本選手権優勝も経験している。高校の同期で社会人でも同僚になった渡邉博幸がいた。
選手引退後は高校野球指導者に転じ、横浜隼人高校のコーチに就任する。
2004年から母校の日大藤沢高校の監督に就任。2007年春には選抜大会に出場している。2018年からは兄の昌も特別臨時コーチとして同校の指導に当たっている。